# ليو أوساكي
ليو أوساكي (باليابانية: 大﨑 玲央) (7 أغسطس 1991 في طوكيو في اليابان – )؛ هو لاعب كرة قدم ياباني سابق كان يلعب كلاعب وسط.

## وصلات خارجية
- ليو أوساكي على موقع رابطة كرة القدم اليابانية للمحترفين (اليابانية)
- ليو أوساكي على موقع قاعدة بيانات كرة القدم.إي يو (الإنجليزية)
- ليو أوساكي على موقع Soccerway.com (الإنجليزية)
- ليو أوساكي على موقع عالم كرة القدم.نت (الإنجليزية)